# جزيرة الموتى
جزيرة الموتى هي اللوحة الأكثر شهرة للفنان السويسري أرنولد بوكلين.